# Harmothoe talismani
Harmothoe talismani är en ringmaskart som beskrevs av Louis Roule 1898. Harmothoe talismani ingår i släktet Harmothoe och familjen Polynoidae. Inga underarter finns listade i Catalogue of Life.